# Oliver Zelenika
Oliver Zelenika (Zagreb, 14 mei 1993) is een Kroatisch voetballer die speelt als doelman. In februari 2020 tekende hij voor NK Varaždin.

## Clubcarrière
Zelenika speelde in de jeugdopleiding van Dinamo Zagreb en in 2011 werd de doelman naar het eerste elftal gehaald. Na een jaar niet te hebben gespeeld, werd hij op huurbasis gestald bij NK Rudeš. Hij speelde negenentwintig wedstrijden voor die club en hij keerde vervolgens terug bij Dinamo. In januari 2014 werd echter door de clubleiding besloten dat hij beter ervaring op kon gaan doen bij een andere club; daarop speelde hij voor een half jaar bij Lokomotiva Zagreb. GNK Dinamo Zagreb besloot in de zomer van 2014 Zelenika opnieuw uit te lenen aan Lokomotiva Zagreb voor nog een seizoen. In de zomer van 2016 liet hij Dinamo achter zich. Een jaar later vond de doelman in Lechia Gdańsk een nieuwe club. Deze verliet hij aan het eind van het seizoen 2017/18, met één competitieoptreden op zak. Hij zat hierop een tijdje zonder werkgever, maar na een proefperiode kreeg hij een contract voor één jaar bij N.E.C. met een optie op een seizoen extra. Op 18 november maakte hij zijn debuut voor N.E.C. in het gelijkspel tegen Sparta Rotterdam. Aan het einde van het seizoen werd zijn contract niet verlengd. Zelenika speelde vier wedstrijden voor de Nijmeegse club, voor hij in de zomer van 2019 vertrok. In februari 2020 sloot hij aan bij NK Varaždin. Met de club degradeerde hij in 2021 maar promoveerde een jaar later weer als kampioen terug. Begin 2023 verlengde hij zijn contract tot medio 2025.

## Clubstatistieken
| Seizoen | Club            | Competitie     | Competitie | Competitie | Beker | Beker | Internationaal | Internationaal | Totaal | Totaal |
| Seizoen | Club            | Competitie     | Wed.       | Dlp.       | Wed.  | Dlp.  | Wed.           | Dlp.           | Wed.   | Dlp.   |
| ------- | --------------- | -------------- | ---------- | ---------- | ----- | ----- | -------------- | -------------- | ------ | ------ |
| 2011/12 | Dinamo Zagreb   | 1. HNL         | 0          | 0          | 0     | 0     | 0              | 0              | 0      | 0      |
| 2012/13 | → NK Rudeš      | 2. HNL         | 29         | 0          | 0     | 0     | —              | —              | 29     | 0      |
| 2013/14 | Dinamo Zagreb   | 1. HNL         | 12         | 0          | 2     | 0     | 9              | 0              | 23     | 0      |
| 2013/14 | → NK Lokomotiva | 1. HNL         | 15         | 0          | 0     | 0     | —              | —              | 15     | 0      |
| 2014/15 | → NK Lokomotiva | 1. HNL         | 10         | 0          | 2     | 0     | —              | —              | 12     | 0      |
| 2015/16 | → NK Lokomotiva | 1. HNL         | 33         | 0          | 3     | 0     | 4              | 0              | 40     | 0      |
| 2016/17 | Lechia Gdańsk   | Ekstraklasa    | 0          | 0          | 0     | 0     | —              | —              | 0      | 0      |
| 2017/18 | Lechia Gdańsk   | Ekstraklasa    | 1          | 0          | 0     | 0     | —              | —              | 1      | 0      |
| 2018/19 | N.E.C.          | Eerste divisie | 4          | 0          | 0     | 0     | —              | —              | 4      | 0      |
| 2019/20 | NK Varaždin     | 1. HNL         | 0          | 0          | 0     | 0     | —              | —              | 0      | 0      |
| 2020/21 | NK Varaždin     | 1. HNL         | 16         | 0          | 1     | 0     | —              | —              | 17     | 0      |
| 2021/22 | NK Varaždin     | 2. HNL         | 2          | 0          | 2     | 0     | —              | —              | 4      | 0      |
| 2022/23 | NK Varaždin     | 1. HNL         | 34         | 0          | 1     | 0     | —              | —              | 35     | 0      |
| 2023/24 | NK Varaždin     | 1. HNL         | 33         | 0          | 1     | 0     | —              | —              | 24     | 0      |
| 2024/25 | NK Varaždin     | 1. HNL         | 21         | 0          | 0     | 0     | —              | —              | 21     | 0      |
| Totaal  | Totaal          | Totaal         | 210        | 0          | 12    | 0     | 13             | 0              | 235    | 0      |

Bijgewerkt op 12 maart 2025.

## Interlandcarrière
Hij speelde in Kroatische jeugdselectie tussen onder 15 tot onder 21. Hij nam onder meer deel aan het Wereldkampioenschap voetbal onder 20 - 2013. Zelenika werd opgenomen in de Kroatische selectie voor het wereldkampioenschap in Brazilië door bondscoach Niko Kovač, op 31 mei 2014. Op het wereldkampioenschap kwam Zelenika in geen enkele wedstrijd in actie.